# (5086) Дёмин
(5086) Дёмин (лат. Demin) — типичный астероид главного пояса, открыт 5 сентября 1978 года советским астрономом Николаем Черных в Крымской астрофизической обсерватории и 22 февраля 1997 года назван в честь советского и российского астронома Владимира Дёмина.

## Обнаружение и именование
(5086) Дёмин
Открыт 5 сентября 1978 года в Научном Н. С. Черных.
Назван в память об известном специалисте по небесной механике и динамике твёрдых тел, многолетнем профессоре Московского университета и члене редколлегии журнала "Космические исследования" Владимире Григорьевиче Дёмине (1929—1996). Вместе с Аксёновым и Гребениковым исследовал обобщённую проблему двух неподвижных центров и был одним из первых, кто разработал теории движения искусственных спутников. Также был известен многочисленными монографиями и учебниками по небесной механике, проложившими путь в науку для многих студентов. Название представлено первооткрывателем по предложению Института теоретической астрономии.
Оригинальный текст (англ.)5086 Demin
Discovered 1978-09-05 by Chernykh, N. S. at Nauchnyj.
Named in memory of Vladimir Grigor'evich Demin (1929—1996), well-known expert on celestial mechanics and dynamics of rigid bodies, professor at Moscow University for many years and member of the editorial board of Kosmicheskie Issledovaniya (Cosmic Researches). With Aksenov and Grebenikov he investigated the generalized problem of two fixed centers, and he was among the first to develop theories of the motions of artificial satellites. He was also known for numerous monographs and textbooks on celestial mechanics, and he blazed the way to science for many students. Name proposed by the discoverer following a suggestion by the Institute of Theoretical Astronomy.
Источники: DISCOVERY.DB; M.P.C. 29144.

## Орбита

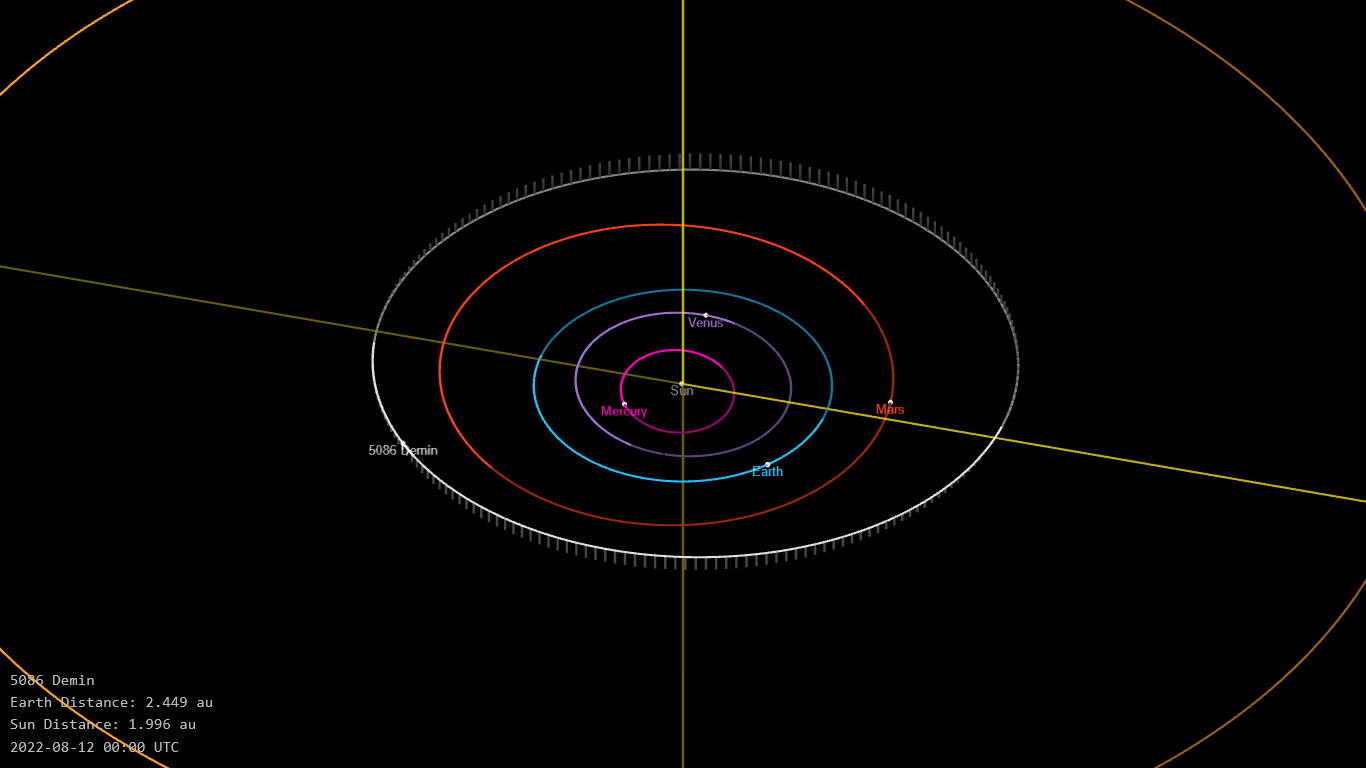
Орбита астероида Дёмин и его положение в Солнечной системе

## Физические характеристики
Астероид относится к таксономическому классу S.
По результатам наблюдений в видимом и ближнем инфракрасном диапазоне космического телескопа NEOWISE диаметр астероида сначала оценивался равным 4,077±0,058 км, позже — 4,236±0,084 км. Согласно тем же источникам альбедо оценивается как 0,2667±0,0796 и 0,247±0,033.